# زنبور درودگر شرقی
زنبور درودگر شرقی (نام علمی: Xylocopa virginica) نام یک گونه از سرده زنبور درودگر است که بیشتر به عنوان زنبور نجار شرقی شناخته می شود ، از طریق ایالات متحده شرقی و به کانادا گسترش می یابد. آنها در انواع مختلف چوب لانه می کنند و گرده و شهد می خورند. زنبور نجار شرقی شبیه به سایر گونه های زنبور عسل است زیرا ملکه ندارد. 